# (2256) Wiśniewski
(2256) Wiśniewski es un asteroide perteneciente al cinturón de asteroides, descubierto el 24 de septiembre de 1960  por Cornelis Johannes van Houten en conjunto a su esposa también astrónoma Ingrid van Houten-Groeneveld y el astrónomo Tom Gehrels desde el Observatorio del Monte Palomar, Estados Unidos.  

## Designación y nombre
Designado provisionalmente como 4519 P-L. Fue nombrado Wiśniewski en homenaje al astrónomo polaco Wieslaw Wiśniewski.